# Puig de la Garrinada
Der Puig de la Garrinada ist ein erloschener Vulkan im Nordosten Kataloniens (Spanien). Er liegt im Gebiet der Stadt Olot und bildet Teil des Naturschutzparks Vulkane der Garrotxa. Sein Ausbruch erfolgte vor rund 133.000 Jahren gegen Ende des Mittelpleistozäns.

## Lage
Der Puig de la Garrinada, auch Volcà de la Garrinada, liegt nur 1500 Meter nordöstlich des Stadtzentrums von Olot, linkerhand der in der Nähe vorbeifließenden Fluvià. Der Vulkankegel fußt auf 417 Meter Meerhöhe in der Ebene von Olot. Der unmittelbar benachbarte Vulkan Montsacopa (532 Meter) berührt nahezu seine Südwestflanke. Im Südosten trifft der vom Ca l'Isidret und vom Bisarroques-Vulkan ausgehende Lavastrom auf die Lapilli des Garrinada. Im Norden des Vulkans führt die Schnellstraße von Ripoll nach Besalú vorbei.

## Beschreibung
Unter den Vulkankegeln Olots ist der Puig de la Garrinada der Besterhaltene. Der Vulkan bedeckt eine Fläche von 0,41 Quadratkilometer bei einem Gesamtvolumen von 0,012 Kubikkilometer, erreicht eine Gesamthöhe von 533 Meter über dem Meer und überragt seine Basis um 116 Meter. Sein Durchmesser beträgt 726 Meter, der Einfallswinkel 26°. Sein Kegel ist aber nicht kreisrund, sondern leicht elliptisch – mit einem maximalen Achsenverhältnis von 1,5:1 und einer Hauptachsenrichtung von N 036. Er weist drei Krater auf, einen Zentralkrater (Cràter Central) sowie Sekundärkrater am Nordnordwest- (Cràter de la Mosquera) und am Südsüdosthang (Cràter del Bufador). Der 300 Meter breite Zentralkrater liegt mit seiner Basis auf 474 Meter Höhe und ist nach N 163 ausgelängt. Der wesentlich kleinere Cràter de la Mosquera misst 150 Meter im Durchmesser und sein Basisniveau liegt auf 503 Meter; er ist nach N 335 ausgebrochen. Der Cràter del Bufador im Süden ist 275 Meter breit und befindet sich mit seiner Basis auf 423 Meter Höhe, nur 6 Meter oberhalb der Ebene von Olot. Die drei Krater dürften somit einer nach Nordnordwest-Südsüdost ausgerichteten Eruptionsspalte aufsitzen, die sich überdies als Lineament weiter nach Südsüdost fortsetzt.
Der Vulkan folgt außerdem zusammen mit dem unmittelbar benachbarten Vulkan Montsacopa sowie den Vulkanen Montolivet und Aiguanegra einem schon seit längerer Zeit bekanntem, Nordwest-Südost-streichenden Lineament, das als tiefgehender Bruch interpretiert wird. Stratigraphisch überlagert der Vulkankegel einen an seiner Basis ausgetretenen Lavastrom, der in der Ebene von Olot nach Norden ausgeflossen ist. Es wird vermutet, dass dieser Lavastrom und der Vulkankegel des Puig de la Garrinada demselben Förderschlot entstammen.

## Eruptionsverlauf
Das Eruptionsgeschehen am Puig de la Garrinada begann nach Ausfließen der basalen Lava mit einer Strombolianischen Explosion, die den Großteil des Aschenkegels aufschüttete. Bedingt durch den Kontakt mit Grundwasser, das aus unverfestigten Sedimenten des Quartärs in den Förderschlot eindrang, wechselte der Eruptionsstil auf halbem Weg schließlich zu phreatomagmatischem Geschehen. Hierdurch entstanden mehrere Explosionsbrekzien mit hohem Anteil an lithischen Klasten und pyroklastische Dichteströme; diese phreatomagmatischen Ablagerungen bringen jeweils unterschiedliche Verhältnisse von Magma zu Wasser zum Ausdruck.
Laut Martí und Kollegen (2011) endete die Vulkantätigkeit am Puig de la Garrinada mit weiteren Lavaströmen.

## Stratigraphie
In einem neuen Aufschluss am Südostrand des Vulkans kann über dem basalen Lavafluss eine reduzierte, 11 Meter mächtige Abfolge angesprochen werden, die sich in sieben stratigraphische Einheiten gliedern lässt (vom Hangenden zum Liegenden):
- Relativ mächtige Einheit G (2 Meter) einer pyroklastischen Surgeablagerung. Nur sehr kleine Korngrößen von feiner Lapilli und Asche.
- Sehr geringmächtige, massiv wirkende Einheit F (0,5 Meter). Lapilli und Scoria. Erstmaliges Auftreten von Scorien mit Oxidationshaut.
- Sehr geringmächtige Einheit E (0,3 Meter) einer pyroklastischen Surgeablagerung. Besitzt charakteristische fluidale Pyroklasten. Feine Lapilli und grobe Aschenpartikel.
- Relativ mächtige Einheit D (2 Meter) eines pyroklastischen Dichtestroms. Auffallend ockerfarben. Enthält oxidierte Pyroklasten.
- Geringmächtige Surgeablagerung der Einheit C (0,5 Meter). Vorwiegend feine Korngrößen der Lapilli. Bedingt durch den phreatomagmatischen Charakter konnten auch gelegentliche voluminöse Blöcke transportiert werden. Schrägschichtung.
- Geringmächtige Einheit B (0,7 Meter), die einem Aschenfluss oder einer Surgeablagerung entspricht. Feine Korngrößen der Lapilli und Aschenpartikel. Erstmalige phreatomagmatische Einwirkung von Grundwasser.
- Sehr mächtige Strombolianische Einheit A (5 Meter), beherrscht von zum Teil sehr großen Bomben (> 1 Meter), groben Lapilli, Schlackenfetzen und Pyroklasten. Das vulkanische Agglomerat entspricht dem proximalen Auswurf, der die Hauptmasse des Vulkans aufschüttete. Sehr schlecht sortierte Granulometrie.

### Interpretation
Die Einheit A wurde in seichtem Wasser abgelagert, in dem die Bomben jäh abgeschreckt wurden (Englisch supercooling). Aufgrund der hohen Emissionsrate kam es aber dennoch zu keinerlei phreatomagmatischen Explosionen, da das Magma durch den eigenen Auswurf vom Zutritt des Wassers beschützt wurde. Bereits ab Einheit B macht sich aber der Einfluss des Grundwassers auf das Eruptionsgschehen bemerkbar, obwohl die strombolianische Tätigkeit weiterging, wenn auch reduziert. Einheit C ist gut sortiert und wurde unter relativ „trockenen“ Bedingungen abgelagert. In ihr tritt erstmals oxidierte Scoria auf. Einheit D hebt sich deutlich durch ihre hellere Farbgebung und dem erstmaligen Auftreten von fluidalen Pyroklasten ab. Es handelt sich hier um einen sehr wasserreichen, sehr schlecht sortierten pyroklastischen Dichtestrom.
Der Übergang von Einheit C zu Einheit D markiert einen deutlichen Bruch im magmatischen Geschehen. Es darf angenommen werden, dass es zu einem Absinken des Magmaniveaus im Fôrderschlot gekommen war, was einen rasanten Zutritt des Grundwassers ermöglichte. Die abschließenden Einheiten E, F und G deuten auf einen starken Rückgang in der Grundwasserzufuhr, aber auch auf ein Nachlassen in der Magmenzufuhr. Erstmals treten Scorien mit oxidiertem Hautüberzug auf. Sind Einheit E und G trockene Surgeablagerungen, so ist Einheit F aufgrund ihres uniform massiven Charakters schwierig einzustufen, möglicherweise repräsentiert sie die Ablagerungen einer Feuerfontäne. In Einheit G gehen die Hautüberzüge dann deutlich zurück und zeigen somit die endgültige Erschöpfung des Grundwassers an.

## Mineralogie
Mineralogisch werden kleine Kristalle von Olivin, Klinopyroxen und Plagioklas angetroffen, die in eine glasige Matrix reich an Eisenoxiden eingebettet sind. Als Xenolithen sind Reste von ultramafischen Mantelgesteinen und mafischen Krustenmagmatiten zu erwähnen, vereinzelt treten aber auch sedimentäre Fragmente auf.

## Zusammensetzung
Die chemische Zusammensetzung der Auswurfmassen des Puig de la Garrinada entspricht einem Latit oder einem natriumreichen Alkalibasalt.

### Hauptelemente
| Oxid Gew. % | Garrinada Basale Lava | Garrinada Bombe | Garrinada Pyroklast | Normmineral | CIPW-Norm Basale Lava | CIPW-Norm Bombe | CIPW-Norm Pyroklast |
| ----------- | --------------------- | --------------- | ------------------- | ----------- | --------------------- | --------------- | ------------------- |
| SiO2        | 44,32                 | 43,15           | 44,93               | Q           |                       |                 |                     |
| TiO2        | 2,55                  | 2,66            | 2,47                | Or          | 11,78                 | 9,86            | 10,23               |
| Al2O3       | 14,46                 | 14,19           | 14,13               | Ab          | 13,57                 | 10,27           | 18,86               |
| Fe2O3       | 12,15(tot)            | 12,26(tot)      | 12,44(tot)          | An          | 18,32                 | 16,91           | 21,44               |
| FeO         |                       |                 |                     | Ne          | 9,32                  | 12,84           | 3,25                |
| MnO         | 0,18                  | 0,18            | 0,17                | Di          | 21,13                 | 24,17           | 17,80               |
| MgO         | 8,76                  | 9,18            | 9,42                | Ol          | 13,37                 | 12,95           | 16,38               |
| CaO         | 9,63                  | 10,13           | 9,26                | Mt          | 6,03                  | 6,21            | 5,93                |
| Na2O        | 3,54                  | 3,90            | 2,85                | Ilm         | 4,97                  | 5,20            | 4,83                |
| K2O         | 1,94                  | 1,62            | 1,68                | Ap          | 1,52                  | 1,60            | 1,29                |
| P2O5        | 0,64                  | 0,67            | 0,54                |             |                       |                 |                     |

Bei den Hauptelementen bewegt sich der SiO2-Gehalt zwischen 43 und 45 Gewichtsprozent, wir haben es daher mit ultramafischen Gesteinen zu tun. Der Natriumgehalt ist mit 2,85 bis 5,59 Gewichtsprozent Na2O relativ hoch, der Kaliumgehalt im Gegenzug relativ niedrig. Normativ sind die Vulkanite an Quarz untersättigt, führen dafür aber Nephelin. Die Gesteine sind außerdem Olivin-normativ. Die Abwesenheit von normativem Hypersthen, Leucit und Kalsilit gibt zu erkennen, dass es sich bei den Pyroklasten um natriumreiche Alkalibasalte handelt.

### Spurenelemente
| Spurenelemente ppm | Garrinada Basale Lava | Garrinada Bombe | Garrinada Pyroklast |
| ------------------ | --------------------- | --------------- | ------------------- |
| Cr                 | 171                   | 171             | 182                 |
| Ni                 | 124                   | 143             | 157                 |
| Zn                 | 99                    | 92              | 104                 |
| Rb                 | 52                    | 55              | 47                  |
| Sr                 | 797                   | 959             | 672                 |
| Zr                 | 197                   | 204             | 174                 |
| Ba                 | 527                   | 553             | 492                 |
| Ce                 | 78                    | 78              | 68                  |
| W                  | 148                   | 135             | 369                 |
| V                  | 197                   | 219             | 209                 |
| Co                 | 58                    | 56              | 85                  |

Bei den Spurenelementen zeigt Strontium recht hohe Werte, was auf Krustenkontamination hindeutet. Auch Chrom, Nickel und Zink sind leicht angereichert und geben somit noch den Mantelursprung des Magmas zu erkennen. Abgereichert sind die LILE Barium und Rubidium sowie die HFSE Cer und Zirkonium.

## Alter
Der Lavafluss an der Basis wurde 1985 von Guérin und Kollegen mittels Thermoluminiszenz auf 133.000 ± 12.000 Jahre BP datiert. Der Ausbruch des Puig de la Garrinada dürfte daher ein nahezu identisches Alter aufweisen.